# Klaus Badelt
Klaus Badelt, född 1967 i Frankfurt am Main, Tyskland, är en kompositör mest känd för sin musik till filmer. Badelt började sin musikkarriär med att komponera för framgångsrika filmer och reklamer i sitt hemland. 1988 bjöd Oscarsvinnaren Hans Zimmer in Badelt till Media Ventures i Santa Monica, hans studio delägd av Jay Rifkin. Efter det har Badelt jobbat med många egna film- och TV-projekt som, The Time Machine och K-19: The Widowmaker. Han har även samarbetat med andra Media Ventures-kompositörer som Harry Gregson-Williams, John Powell och Zimmer.
Vid samarbeten med Zimmer har Badelt bidragit till Oscarsnominerade musiken till Den tunna röda linjen och Prinsen av Egypten, samt skrivit musik för välkända regissörer som bland andra Ridley Scott, Tony Scott, Terrence Mallick, John Woo, Kathryn Bigelow, Jeffrey Katzenberg, Tom Cruise, Sean Penn, Gore Verbinski och Steven Spielberg.
Badelt delproducerade filmmusiken till storfilmen Gladiator, regisserad av Ridley Scott, och hjälpte till med en del av textskrivandet med sångerskan/kompositören Lisa Gerrard. Då han bidragit med musik till Gladiator, Mission: Impossible 2 och Michael Kamens filmmusik till X-Men, hade Badelt hjälpt till med musiken för de tre största filmerna år 2000. Badelt samarbetade även med Zimmer på andra storfilmer som Löftet, och 2001 års Hannibal och Pearl Harbor. Han gjorde även musiken till Pirates of The Caribbean.
Badelts musik för DreamWorks nyinspelning av The Time Machine gav honom "Discovery of the Year Award at the World Soundtrack Awards" 2003.

## Filmografi (urval)
- 2001 – Löftet (med Hans Zimmer)
- 2001 – Invincible (med Hans Zimmer)
- 2001 – Sk8ter Boys
- 2002 – Teknolust
- 2002 – The Time Machine
- 2002 – K-19: The Widowmaker
- 2002 – Cubic
- 2003 – Uppdraget
- 2003 – Ned Kelly
- 2003 – Basic - Farligt uppdrag
- 2003 – Manfast
- 2003 – Pirates of the Caribbean: Svarta Pärlans förbannelse (med Hans Zimmer et al.)
- 2003 – Beat the Drum
- 2004 – Catwoman
- 2005 – Constantine (med Brian Tyler)
- 2005 – The Promise
- 2006 – 16 Blocks
- 2006 – Ultraviolet
- 2006 – Poseidon
- 2006 – Pirates of the Caribbean: Död mans kista
- 2006 – Rescue Dawn
- 2007 – Ond aning
- 2007 – TMNT
- 2007 – Skid Row
- 2008 – Die Jagd nach dem Schatz der Nibelungen (Tysk TV-film)
- 2008 – Starship Troopers 3: Marauder (Direkt-till-video)
- 2008 – The Scorpion King 2: Rise of a Warrior (Direkt-till-video)
- 2008 – Allt för henne
- 2010 – 22 Bullets
- 2012 – Asterix & Obelix och britterna